# Pterolophia bifuscomaculata
Pterolophia bifuscomaculata là một loài bọ cánh cứng trong họ Cerambycidae.